# Knull
Knull è un personaggio dei fumetti pubblicati da Marvel Comics creato da Donny Cates e Ryan Stegman. È raffigurato come una divinità oscura e malvagia che ha creato la necrospada conosciuta come All-Black e la razza aliena conosciuta come i simbionti, di cui fanno parte Venom, Carnage, Exolon e Riot.

## Storia editoriale
Il personaggio è stato introdotto per la prima volta in Venom n.3 (agosto 2018), in cui si accenna a un essere senza nome che apparirà poi in Thor: God of Thunder n.6. In seguito viene menzionato in vari numeri della serie Guardiani della Galassia e delle saghe Web of Venom e Guerra dei Regni. Successivamente, Knull fu l'antagonista principale in Silver Surfer: Black n.1. Quindi è stato uno dei personaggi principali nella miniserie King in Black, che narra del suo attacco alla Terra con il suo esercito di simbionti.

## Biografia del personaggio
Knull è una divinità primordiale che è nata in seguito alla distruzione della sesta iterazione del cosmo. Inizialmente andava alla deriva verso "il vuoto infinito" fino a quando i Celestiali iniziarono a creare la settima iterazione: l'Universo Marvel per come lo conosciamo. Risvegliato dalla "Luce della Creazione" e indignato dal fatto che il suo regno delle tenebre fosse stato depredato, Knull si vendicò creando la necrospada All-Black che usò per eliminare uno dei Celestiali. Vedendo ciò, gli altri Celestiali bandirono Knull e la testa mozzata nelle profondità del Vuoto Cosmico. Questi usò la testa del Celestiale per forgiare la razza dei Simbionti e combinarla con le energie cosmiche stesse della testa, che in seguito divenne il luogo conosciuto come Ovunque. In tal modo, involontariamente diede ai simbionti le loro debolezze alle alte frequenze soniche e al fuoco.
Creò poi un'armatura simbionte e, con All-Black, iniziò a uccidere le altre divinità, fino a quando non atterrò su un pianeta senza nome dove Gorr prese la necrospada dal suo corpo inerme in seguito a un combattimento.
Knull si risvegliò e scoprì che poteva legare il suo abisso vivente a "creature minori" e controllare le loro nuove forme come vassalli. Creò così un esercito di simbionti con se stesso al centro di una mente alveare e li usò per diffondersi in tutto l'universo, creando l'Alveare Simbionte e uccidendo la "luce e la creazione" durante questo processo. Continuò a uccidere gli dei, mentre schiavizzava anche altri vassalli. Ad un certo punto, fu avvicinato Silver Surfer che era stato indebolito dopo che aveva creato una piccola stella per liberare un mondo proprio dal suo controllo. Dopo un breve combattimento, Knull fu in grado di legare un simbionte a Silver Surfer, ma quest'ultimo fu allontanato da Ego il pianeta vivente. Quando Knull riuscì a raggiungere Silver Surfer, cercò di reinfettarlo, ma fu sconfitto poiché questi aveva raccolto l'energia del cosmo creando una stella per sconfiggerlo.
In seguito un simbionte simile a un drago arrivò sulla Terra per reclamare il pianeta come parte dell'Alveare Simbionte. Thor arrivò in aiuto degli abitanti di un villaggio vichingo e sconfisse il drago, che gli abitanti del villaggio chiamarono "Grendel", causando la rottura della connessione tra Knull e la mente dell'alveare simbionte. I simbionti che erano sparsi nell'universo, ora liberi dal controllo di Knull, iniziarono a legarsi a ospiti benevoli, a conoscere la Luce e a ribellarsi contro il loro dio intrappolandolo all'interno di un pianeta artificiale formato da miliardi di simbionti, che chiamarono Klyntar – "gabbia" nella loro lingua.
Dopo migliaia di anni, lo S.H.I.E.L.D. scoprì il corpo del Grendel e legò i pezzi del drago ai soldati al fine di creare Super-Soldati per combattere nella guerra del Vietnam. La procedura è stata soprannominata il programma Sym-Soldier. Questo risvegliò Knull, permettendogli di prendere il controllo dei soldati Sym che divennero cattivi prima di essere catturati da Nick Fury e Logan, tranne per un pezzo, chiamato Rex, che sfuggì al controllo di Knull.
Anni dopo, Eddie Brock (Venom) liberò inconsapevolmente il drago che, dopo una battaglia contro Eddie e Spider-Man, iniziò a cercare Rex per liberare Knull. Tuttavia, Venom si fuse con Rex e alla fine intrappolò il Grendel in un altoforno, incenerendo sia esso che Rex. Successivamente, il Creatore recuperò il codice genetico di Grendel dalla fornace.
Durante la saga Carnage Born, dopo che Scorn si unì a un culto che adorava Knull, rubò il codice genetico di Grendel e il corpo defunto di Cletus Kasady, in cui lo impiantò dando vita a Carnage e rendendo Grendel simile a un dio. Dopo il contatto con Knull, Cletus decise di liberarlo raccogliendo ogni codice di ogni ospite che ad un certo punto si era legato ai simbionti per sovraccaricare la mente dell'alveare simbionte e disperdere il Klyntar. Dopo che Cletus si riunì con Doppelganger e Shriek, riformarono il culto dedicato all'adorazione di Knull e tornarono a Doverton, in Colorado, dove ottennero i codici genetici dai cittadini e dagli animali che furono infettati da Carnage durante Carnage USA.
Durante Absolute Carnage, man mano che Carnage diventava più forte, anche la connessione tra Knull e i simbionti si rafforzava fin quando questi fu risvegliato dopo che Dark Carnage ingannò Eddie per ucciderlo rivendicando i codici rimanenti. Knull distrusse prontamente Klyntar manifestando un'armatura draconica e fondendo i suoi simbionti costituenti in una flotta di simbionti-draghi. Knull fu poi rintracciato da Wraith che voleva che rimuovesse gli Exolon (parassiti che si attaccano a un ospite mentre si nutrono della sua anima). Knull gli rivelò che gli Exolon erano in realtà suoi esperimenti falliti sui simbionti e che li scaricò nella dimensione esoteriche, decise comunque di togliere gli Exolon dal corpo di Wraith assorbendoli nella sua spada e scaraventandolo nello spazio.
Ben presto, riprese la sua campagna contro la luce mentre viaggiava verso la Terra usando il suo abisso vivente per rivendicare interi pianeti alla sua causa, mentre perseguitava Eddie con incubi ricorrenti, imponendo brevemente la sua influenza anche su Dylan Brock per assicurarsi che avrebbe giurato fedeltà all'impero dei Simbionti.
La potenza di Knull si amplia man mano che riassorbe le tracce dei simbionti nello spazio finché Eddie Brock sente che Knull arriverà sulla terra e avvisa i Vendicatori. Comincia così la saga King in Black.
Inizialmente Knull scatenò i Draghi Simbionti sulla Terra mentre i Vendicatori, i Fantastici Quattro e gli X-Men combatterono fin quando Knull mostrò i Celestiali Arishem il Giudice e Tefral il Geometra posseduti dai suoi simbionti. Allora Capitan America richiamò Sentry che portò Knull nell'orbita terrestre ed ebbe un duro scontro con lui fin quando Knull spezzò Sentry in due come lui fece con Ares e assimilò Void, la parte oscura di Sentry, in sè. In seguito Knull ordinò ai suoi draghi simbionti di creare una sfera intorno alla Terra per racchiuderla nell'oscurità e farla inghiottire dall'abisso cominciando dai supereroi che lo combattevano. Eddie Brock come Venom si vuole sacrificare e si consegna a Knull sapendo che questi era venuto sulla Terra per Brock. Una volta assorbito Venom, si scoprì che il Brock che cercava il dio dei simbionti non era Eddie bensì Dylan. L'arrivo di Thor sembrò cambiare le cose e riportare una breccia nell'oscurità in quanto Knull fece agire uno dei Celestiali posseduti pugnalando il dio del tuono e cercando di catturare Dylan, in possesso di una pezzo fondamentale di Simbionte, che combatté liberando alcuni degli eroi.
Durante la battaglia, Jean Grey riuscì ad immobilizzare Knull e a vedere nella sua mente il suo passato rendendosi conto che il Dio della Luce (altro nome della Forza Enigma) era l'unica cosa che poteva abbatterlo. Allora Silver Surfer liberò questa forza dai Simbionti ferendo il dio dei simbionti e in quel momento Eddie venne scelto per essere il nuovo Capitan Universo. A questo punto comincia lo scontro finale con il Surfer che, attraverso il Dio della Luce, assume una forma cromata e trasforma la sua tavola in una spada mentre Knull, ricordatosi del precedente incontro con Silver Surer, potenzia la propria armatura. In una fase di stallo, Venom con il potere di Capitan Universo fonde la spada del Surfer con Mjolnir in un'ascia da battaglia che ha la forma dell'emblema del suo ragno. Facendosi strada attraverso i Draghi Simbionti, nota che Knull ha paura di lui e infatti decide di scatenare anche un Celestiale controllato dai Simbionti abbattuto facilmente da Venom che lo decapita. Arrivato faccia a faccia con Knull, Venom gli strappa l'armatura simbiotica, lo porta in volo colpendo la barriera simbionte che colpisce la terra arrivando fino al sole e usando l'Uni-potere per vaporizzarlo. Nel contempo Knull gli dice che l'oscurità è in Dylan, che il Vuoto è eterno e l'abisso ha i denti ma si sente rispondere da Venom che non gli importa se ha ragione. Finita la battaglia, tutti i simbionti senza ospiti e i Draghi Simbionti capiscono che Venom è il nuovo Dio dei Simbionti e che ora sono liberi dal controllo di Knull.

## Creazioni
Nel corso del tempo Knull ha dato vita a diverse sue creazioni:
- La Necrospada o All-Black, manifestazione della morte stessa è stata forgiata all'interno di un Celestiale morto. È la prima arma che ha creato nella guerra contro la luce, è in grado di uccidere i Celestiali e può essere evocata dalla tenebra vivente di cui i simbionti sono composti.
- Il Cavaliere del vuoto, nato per combattere Silver Surfer e una delle "preferite" tra le sue creazioni, è una pericolosa e potente creatura che fu poi sconfitta dallo stesso Surfer.
- I Simbionti, creati prima di incontrare Thor, quando Knull si rese conto che i suoi draghi non erano abbastanza numerosi per eliminare la vita nell'universo e restituirla al suo stato felice antecedente all'esistenza dei Celestiali. Rese la tenebra una forma vivente e capì ben presto che invece di cancellare la vita poteva semplicemente corromperla con queste sue creazioni.
- Il Carnage Oscuro, quando fu imprigionato, Knull si estese nella tenebra psichica delle sue creature simbiontiche cercando di collegarsi ad ogni ospite recettivo. Provò per secoli finché non trovò Cletus Kasady. Morto da tempo, il suo cadavere era stato acquisito da una setta terrestre che adora Knull da generazioni. Legato agli ultimi resti di un drago simbionte incenerito, Kasady fu resuscitato come Carnage Oscuro e scatenò il caos a New York e nel mondo.
- I Draghi simbionti, la loro origine è ancora avvolta nel mistero, ma sappiamo che furono creati per invadere lo spazio e distruggere qualsiasi forma di vita. Non avendo la vulnerabilità ai suoni e al fuoco (se non in quantità estreme), si sono riusciti a spingere fino alla Via Lattea e al sistema solare della Terra. Tormentando l'umanità, sono stati fonte di ispirazione di varie mitologie terrestri e la manifestazione dell'ira di Knull verso un universo ignaro.
- Gli Exolon, sono gli "esperimenti falliti" di Knull mandati in un luogo conosciuto come la Latitudine Esoterica, regione inesplorata dello spazio, divenuta la loro dimora. Hanno di fatto trovato ospiti in un gruppo di inconsapevoli Kree capitati nel loro angolo di universo.
- L'alveare dei simbionti, quelli che erano un tempo alcuni draghi, sono diventati una brulicante mente alveare con Knull al centro, collegato psichicamente a tutti loro. Alla fine tale legame si è rivelato essere la sua disfatta perché le creature si sono ribellate e l'hanno sepolto nel cuore di quello che sarebbe divenuto noto come il pianeta dei simbionti: Klyntar.

Esistono poi prove di altri organismi dispersi tra le stelle creati da Knull e su cui egli ha un'influenza psichica.

## Poteri e abilità
Knull è una divinità primordiale con super forza, agilità, immortalità e capacità di guarigione. Può manifestare l'oscurità per creare armi e creature, tramite l'Abisso Vivente, controllandoli e gestendone i poteri. Possiede anche limitate capacità di muta-forma anche modificando solo alcune parti del corpo. È un combattente esperto soprattutto quando utilizza la necrospada All-Black, capace di uccidere Celestiali e altri dei e possiede un'armatura fatta di simbionte-materia decorata con un drago rosso e un emblema a spirale.
Nonostante la sua connessione con i simbionti sia stata interrotta, la sua influenza è sempre rilevante soprattutto quando Gorr, Galactus, Ego e King Loki, dopo essere stati infettati da All-Black, continuarono la crociata di Knull per annientare tutta l'esistenza. Anche quando Malekith si legò al simbionte Venom si fece chiamare il Macellaio di Thor.

## Accoglienza
Nella sua prima apparizione, il personaggio è stato accolto bene, con Comic Book Resources che ha fatto paragoni con altri due cattivi Marvel: Morlun e Dracula. Tuttavia è stato criticato il design del personaggio come non originale e simile alla maggior parte degli altri cattivi e non corrispondente alla sua natura. Bleeding Cool ha dichiarato sulla storia che "è una nuova storia coinvolgente e ridefinisce i simbionti per l'Universo Marvel". Knull è stato classificato al primo posto nella lista di IGN dei simbionti più potenti della Marvel.

## Altri media

### Cinema
Knull appare all'interno del Marvel Cinematic Universe (MCU) e del Sony's Spider-Man Universe (SSU).
- Il personaggio funge da libera ispirazione per il Signore delle Ombre Oscure nel film Thor: Love and Thunder (2022). In questa versione è il proprietario originale della Necrospada prima dello spietato e vendicativo killer Gorr il Macellatore di Dei.
- Knull, interpretato da Andy Serkis, appare ufficialmente in un ruolo di antagonista minore nel film Venom: The Last Dance (2024).

### Televisione
- Knull fa il suo debutto animato nella terza e ultima stagione della serie animata su Disney XD Spider-Man. Comparve per la prima volta nel sesto cortometraggio The Secret History of Venom, in cui Venom spiega le origini dei simbionti noti come Klyntar, armi viventi usate da Knull per intraprendere una crociata contro i Celestiali. Nonostante le loro vittorie, Knull alla fine abbandonò le Sorelle Simbionte dopo aver ritenuto le sue prime creazioni inutili per lui.

### Videogiochi
- Knull e Ancient Venom (Venom posseduto da Knull) appaiono nel gioco per dispositivi mobili Spider-Man Unlimited.
- Knull è un personaggio giocabile e boss nel gamemode World Boss Legend: Knull nel gioco per dispositivi mobili Marvel Future Fight.
- Il personaggio appare anche nel videogioco Marvel Snap.
- Knull è un personaggio giocabile nel gioco per dispositivi mobili Marvel: Sfida dei campioni.
- Knull è un personaggio giocabile nel videogioco Marvel Puzzle Quest.